# Evansolidia liber
Evansolidia liber är en insektsart som beskrevs av Walker 1858. Evansolidia liber ingår i släktet Evansolidia och familjen dvärgstritar. Inga underarter finns listade i Catalogue of Life.